# Хендерсон, Джеральд (младший)
Джером Маккинли «Джеральд» Хендерсон-младший (англ. Jerome McKinley "Gerald" Henderson, Jr.; род. 9 декабря 1987, Колдуэлл, Нью-Джерси) — американский профессиональный баскетболист, в последнее время выступавший за команду Национальной баскетбольной ассоциации «Филадельфия Севенти Сиксерс». Играет на позиции атакующего защитника. Его отец, Джеральд Хендерсон, бывший игрок НБА, трёхкратный чемпион НБА (1981, 1984, 1990).

## Школа
Джеральд учился в Епископальная академия, вместе с игроком Университета Северной Каролины, Уэйном Эллингтоном. Там он становился чемпионом в гольфе, в прыжках в высоту и в тройном прыжке.  Он также был пятым, по своей позиции, в рейтинге сайта scouts.com.

## Колледж
За колледж зарабатывал 16,5 очка за игру. Был включен в 1-ю команду ACC в 2009 году.

## Карьера в НБА

### «Шарлотт Бобкэтс/Хорнетс»
На Драфте НБА 2009 года Хендерсон был выбран клубом «Шарлотт Бобкэтс» под 12 пиком. 8 июля 2009 года Хендерсон подписал контракт с «Бобкэтс».
В дебютном сезоне 2009/10 Хендерсон принял участие в 43 играх, набирал 2,6 очка и 1,3 подбора в среднем за 8.3 минуты за матч. Сезон «Бобкэтс» окончили с результатом 44—38 и установили рекорд команды по победам в регулярном чемпионате 44, что на 9 побед больше лучшего в прошлом сезона. «Шарлотт» вышли в плей-офф, однако Хендерсон в матчах постсезона участия не принимал.
Сезон 2010/11 «Бобкэтс» начали с результатом 9-19, в результате чего Джордан уволил с поста главного тренера Ларри Брауна, а на его место нанял Пола Сайласа. Под его руководством команда выступила с результатом 25-29, закончив сезон 34-48 и немного не дотянула до попадания в плей-офф, уступив, занявшей 8-е место в конференции «Индиане Пэйсерс», 3 победы. 29 октября 2010 года «Шарлотт» воспользовался опциями и продлил соглашение с Хендерсоном на 3 года. В сезоне-2010/11 Хендерсон провел 68 матчей, набирая в среднем 9,6 очка и 3 подбора. 12 мая 2011 года Джеральд Хендерсон успешно перенес операцию по восстановлению разорванной мышцы бедра.
Несмотря на то что сезон 2011-12 был самым худшим в истории «Бобкэтс», Хендерсон был одним из лучших игроков команды. «Шарлотт» установили рекорд НБА, став самой худшей командой в истории лиги по проценту побед: 7 побед в 66 матчах (10,6 %) До этого сезона рекорд принадлежал «Филадельфии Сиксерз» 1973 года: 9 побед в 82 матчах (11 %). Джеральд играл в среднем 33,3 минут за игру, процент попадания — 45,9%, подборов за игру — 4,1, передач за игру — 2,3, очков за игру — 15.1. Особенно хорошо он выступил в конце сезона.
12 марта 2013 года Джеральд установил личный рекорд по результативности набрав 35 очков в матче против «Бостон Селтикс». Это же достижение он повторил через 17 дней, в матче против «Нью-Йорк Никс».
28 июня 2013 года, «Бобкэтс» продлил контракт с Джеральдом.
17 июня 2015 года Джеральд Хендерсон воспользовался опцией игрока для продления контракта на сезон-2015/16. В сезоне 2014/15 Хендерсон провел 80 матчей, в том числе 72 в старте, набирая в среднем 12,1 очка, 3,4 подбора и 2,6 передачи.

### «Портленд Трэйл Блэйзерс»
25 июня 2015 года «Портленд Трэйл Блэйзерс» обменял лёгкого форварда Николя Батюма в «Шарлотт Хорнетс» на защитника Джеральда Хендерсона и тяжелого форварда Ноа Вонле.

### «Филадельфия Севенти Сиксерс»
9 июля 2016 года присоединился к клубу «Филадельфия Севенти Сиксерс».

## Статистика в НБА
| Сезон                                                                                    | Команда     | Регулярный сезон | Регулярный сезон | Регулярный сезон | Регулярный сезон | Регулярный сезон | Регулярный сезон | Регулярный сезон | Регулярный сезон | Регулярный сезон | Регулярный сезон | Регулярный сезон | Серия плей-офф | Серия плей-офф | Серия плей-офф | Серия плей-офф | Серия плей-офф | Серия плей-офф | Серия плей-офф | Серия плей-офф | Серия плей-офф | Серия плей-офф | Серия плей-офф |
| Сезон                                                                                    | Команда     | GP               | GS               | MPG              | FG%              | 3P%              | FT%              | RPG              | APG              | SPG              | BPG              | PPG              | GP             | GS             | MPG            | FG%            | 3P%            | FT%            | RPG            | APG            | SPG            | BPG            | PPG            |
| ---------------------------------------------------------------------------------------- | ----------- | ---------------- | ---------------- | ---------------- | ---------------- | ---------------- | ---------------- | ---------------- | ---------------- | ---------------- | ---------------- | ---------------- | -------------- | -------------- | -------------- | -------------- | -------------- | -------------- | -------------- | -------------- | -------------- | -------------- | -------------- |
| 2009/10                                                                                  | Шарлотт     | 43               | 0                | 8,3              | 35,6             | 21,1             | 74,5             | 1,3              | 0,3              | 0,2              | 0,2              | 2,6              | Не участвовал  | Не участвовал  | Не участвовал  | Не участвовал  | Не участвовал  | Не участвовал  | Не участвовал  | Не участвовал  | Не участвовал  | Не участвовал  | Не участвовал  |
| 2010/11                                                                                  | Шарлотт     | 68               | 30               | 24,4             | 45,4             | 19,4             | 78,5             | 3,0              | 1,5              | 0,7              | 0,5              | 9,6              | Не участвовал  | Не участвовал  | Не участвовал  | Не участвовал  | Не участвовал  | Не участвовал  | Не участвовал  | Не участвовал  | Не участвовал  | Не участвовал  | Не участвовал  |
| 2011/12                                                                                  | Шарлотт     | 55               | 55               | 33,3             | 45,9             | 23,4             | 76,0             | 4,1              | 2,3              | 0,9              | 0,4              | 15,1             | Не участвовал  | Не участвовал  | Не участвовал  | Не участвовал  | Не участвовал  | Не участвовал  | Не участвовал  | Не участвовал  | Не участвовал  | Не участвовал  | Не участвовал  |
| 2012/13                                                                                  | Шарлотт     | 68               | 58               | 31,4             | 44,7             | 33,0             | 82,4             | 3,7              | 2,6              | 1,0              | 0,5              | 15,5             | Не участвовал  | Не участвовал  | Не участвовал  | Не участвовал  | Не участвовал  | Не участвовал  | Не участвовал  | Не участвовал  | Не участвовал  | Не участвовал  | Не участвовал  |
| 2013/14                                                                                  | Шарлотт     | 77               | 77               | 32,0             | 43,3             | 34,8             | 76,1             | 4,0              | 2,6              | 0,7              | 0,4              | 14,0             | 4              | 4              | 29,8           | 37,8           | 0,0            | 64,7           | 4,0            | 2,3            | 1,0            | 0,3            | 9,8            |
| 2014/15                                                                                  | Шарлотт     | 80               | 72               | 28,9             | 43,7             | 33,1             | 84,8             | 3,4              | 2,6              | 0,6              | 0,3              | 12,1             | Не участвовал  | Не участвовал  | Не участвовал  | Не участвовал  | Не участвовал  | Не участвовал  | Не участвовал  | Не участвовал  | Не участвовал  | Не участвовал  | Не участвовал  |
| 2015/16                                                                                  | Портленд    | 72               | 0                | 19,9             | 43,9             | 35,3             | 76,7             | 2,9              | 1,0              | 0,5              | 0,3              | 8,7              | 11             | 0              | 21,3           | 36,6           | 36,8           | 75,0           | 3,2            | 1,5            | 0,5            | 0,3            | 6,9            |
| 2014/15                                                                                  | Филадельфия | 72               | 41               | 23,2             | 42,3             | 35,3             | 80,6             | 2,6              | 1,6              | 0,6              | 0,2              | 9,2              | Не участвовал  | Не участвовал  | Не участвовал  | Не участвовал  | Не участвовал  | Не участвовал  | Не участвовал  | Не участвовал  | Не участвовал  | Не участвовал  | Не участвовал  |
|                                                                                          | Всего       | 535              | 333              | 25,9             | 44,0             | 32,7             | 79,3             | 3,2              | 1,9              | 0,7              | 0,3              | 11,2             | 15             | 4              | 23,5           | 37,0           | 25,0           | 69,0           | 3,4            | 1,7            | 0,7            | 0,3            | 7,7            |
| Наведите курсор мыши на аббревиатуры в заголовке таблицы, чтобы прочесть их расшифровку. |             |                  |                  |                  |                  |                  |                  |                  |                  |                  |                  |                  |                |                |                |                |                |                |                |                |                |                |                |